# Xystarche

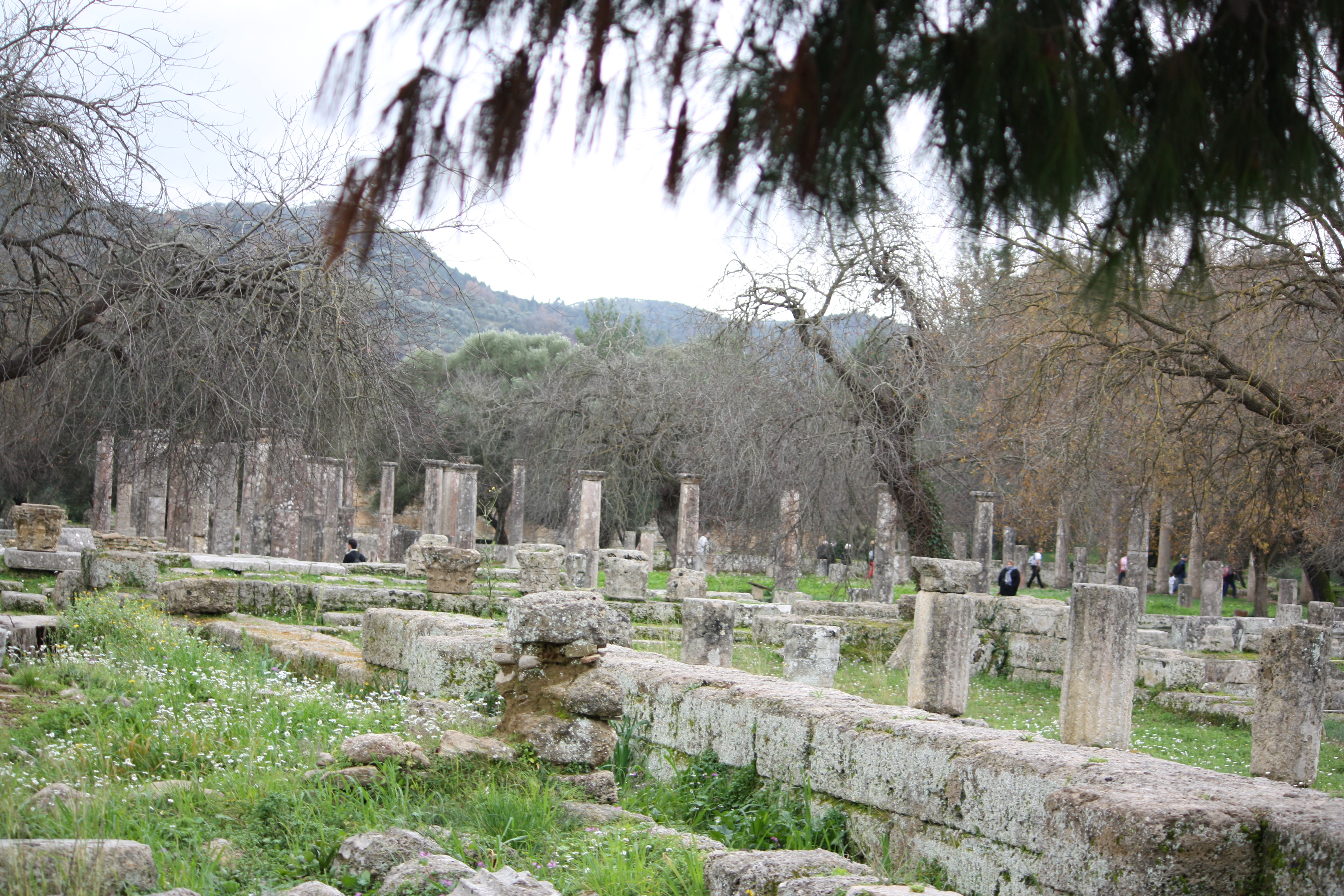
Les gymnase et palestre d'Olympie.

Le xystarche était dans l'Antiquité une charge, dérivée de xyste, la partie couverte du gymnase où les athlètes pouvaient s'entraîner l'hiver. Elle désignait à l'époque romaine le président d'une association de sportifs puis, par extension, l'organisateur de jeux. Seul l'empereur pouvait nommer un xystarche.

## Sources
- (en) Mark Golden, Sport in the Ancient World from A to Z, Londres, Routledge, 2004, 184 p. (ISBN 0-415-24881-7).